# Judith Therpauve
Judith Therpauve je francouzský hraný film z roku 1978, který režíroval Patrice Chéreau podle vlastního scénáře. Snímek měl světovou premiéru 6. října 1978.

## Děj
Judith Therpauve, která se za války účastnila odboje, je požádána svými přáteli a bývalými spolubojovníky, spolumajiteli regionálního deníku La Libre République, aby převzala vedení novin, kterým se moc nedaří. Judith si po nástupu rychle uvědomí, že špatné finanční zdraví novin je ovlivněno obchodníkem, který je chce odkoupit za nízkou cenu. Judith se podaří zvýšit prodej, ale neférové manévry následující jeden za druhým ji nakonec donutí noviny prodat.

## Obsazení
| Simone Signoretová       | Judith Therpauve      |
| Philippe Léotard         | Jean-Pierre Maurier   |
| Robert Manuel            | Droz                  |
| François Simon           | Claude Hirsch-Balland |
| Anne Delbée              | Gisèle                |
| Marcel Imhoff            | Pierre Damien         |
| Daniel Lecourtois        | Desfraizeaux          |
| Jean Rougeul             | Genty                 |
| Alain David-Gabison      | Louis                 |
| Laszlo Szabo             | Lepage                |
| Jean Rougerie            | Fournol               |
| Alain Libolt             | výrobce maket         |
| Hermine Karagheuz        | Nicole                |
| Robert Lombard           | bankéř                |
| Gérard Dournel           | Lecacheux             |
| Fabienne Arel            | Sonia                 |
| Philippe Castelli        | vrátný v redakci      |
| Pierre Frag              | správce stadionu      |
| Jean Berger              | advokát Marc Loussier |
| Daniel Schmid            | Jean                  |
| Laurence Bourdil         | Marianne              |
| Marie-Paule André        | Jeanne                |
| Bernard-Pierre Donnadieu | Laindreaux            |
| Fernand Seveno           | Cheminant             |
| Yves Duchateau           | obsluha dálnopisu     |
| Bertrand de Hautefort    | starosta              |

## Ocenění
- César: nominace v kategoriích nejlepší kamera (Pierre Lhomme) a nejlepší zvuk (Harald Maury)